# École pratique des hautes études

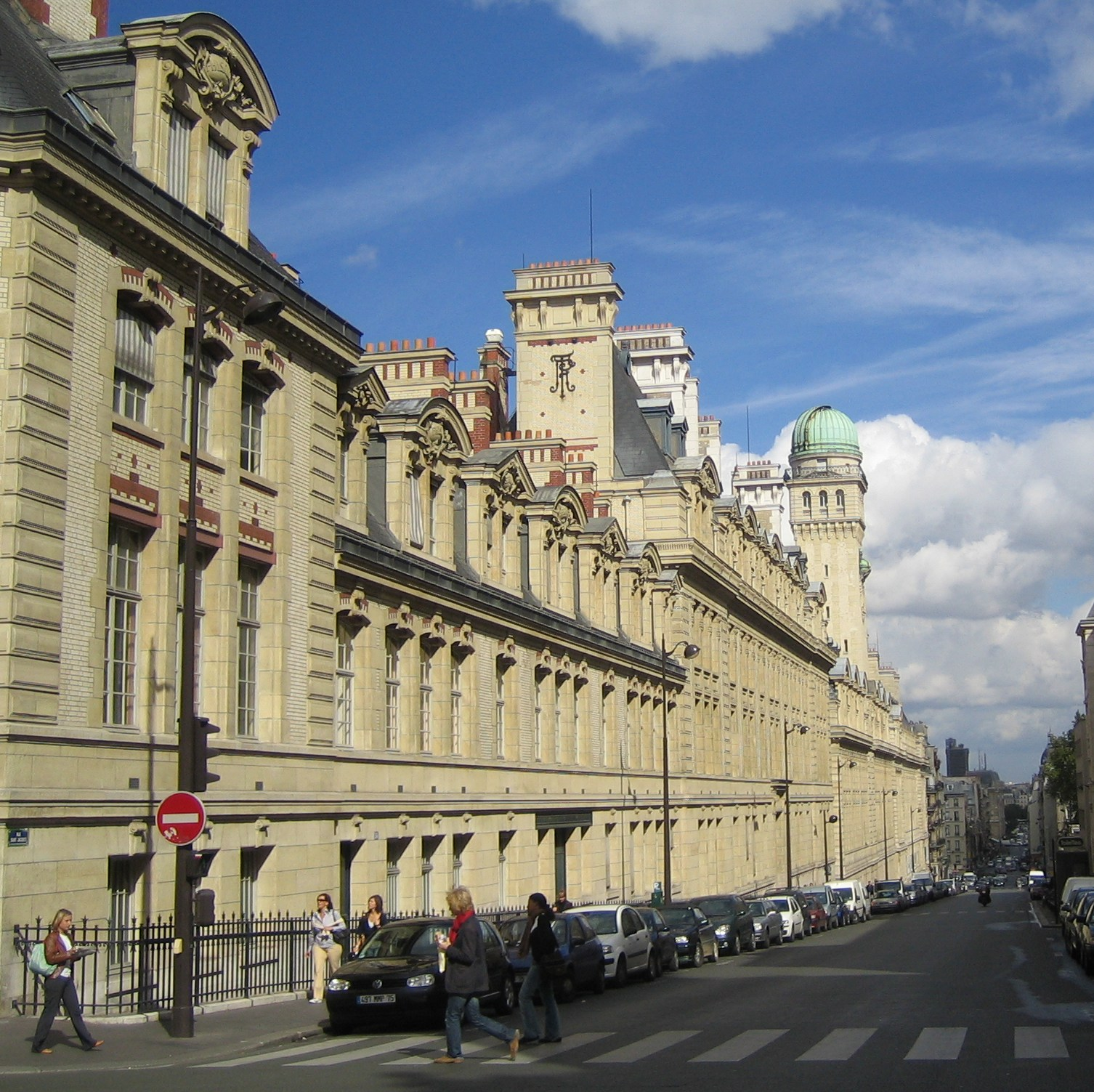
École pratique des hautes études (EPHE) vid Sorbonne.

École pratique des hautes études (EPHE) är en fransk högskola vid Sorbonne i Paris för praktiska övningar vid sidan av universitetets teoretiska undervisning.
École pratique des hautes études bildades 31 juli 1868 efter dekret av Victor Duruy, fransk undervisningsminister.
Många av Frankrikes största humanister undervisade där som "Directeurs d'études", som till exempel Georges Dumézil, Claude Lévi-Strauss, Fernand Braudel. École pratique des Hautes Études är delad i fem avdelningar:
- matematik
- fysik-kemi
- biologi
- historia-filologi
- religionsvetenskap

Var och en av avdelningarna har sin egen organisation. Kurserna, som är avgiftsfria, är öppna för alla utan några särskilda fordringar med avseende på ålder, examen eller nationalitet. Studietiden är 3 år; vid andra årets slut kan man efter författandet av en avhandling få titeln élève diplomé. År 1947 tillkom en sjätte avdelning med samhällsvetenskap (Sciences Économiques et Sociales), men 1975 blev den fristående från de övriga som en egen självständig institution: École des hautes études en sciences sociales (EHESS).